# Le Verrier

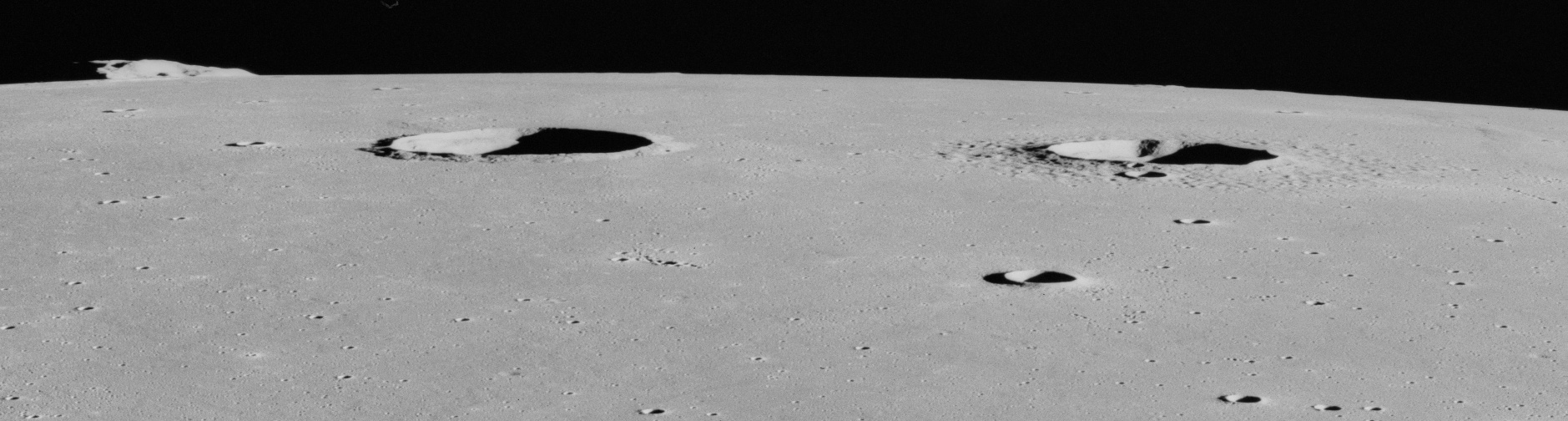
Helicon y Le Verrier. Fotografía de la misión Apolo 15

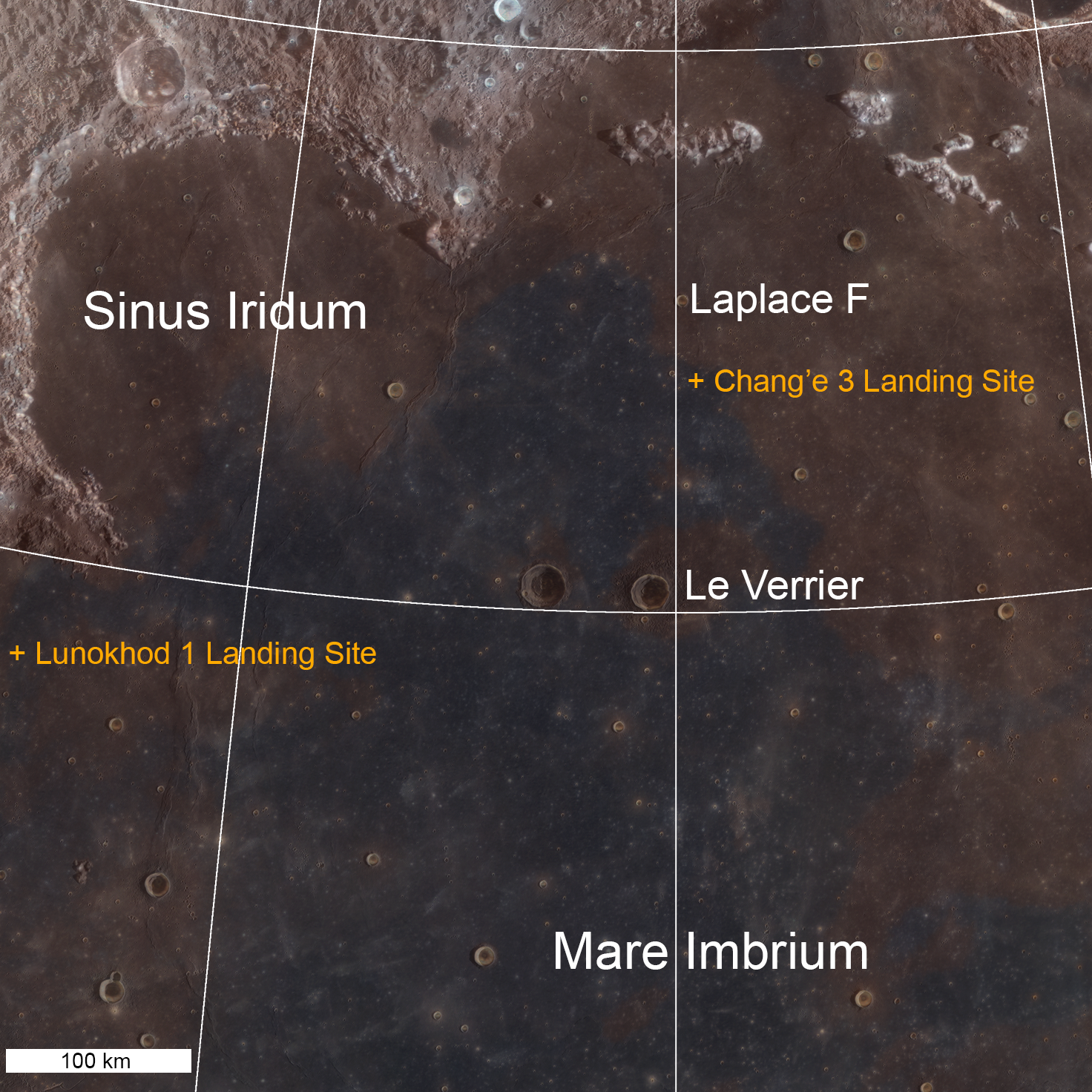
Fotografía de la misión Lunar Reconnaissance Orbiter

Le Verrier es un pequeño cráter de impacto lunar ubicado en la parte norte del Mare Imbrium. Al oeste se encuentra el cráter ligeramente más grande Helicon, y más al oeste-noroeste se encuentra la bahía Sinus Iridum, rodeada de montañas.
Le Verrier, a veces escrito Leverrier, es un impacto con forma de cuenco con un borde casi circular. Las paredes interiores muestran los restos de la caída de los bordes superiores, y aparecen más irregulares que otras partes del cráter,  al igual que el suelo del lado sureste.
La nave Chang'e 3 aterrizó al norte de Le Verrier en diciembre de 2013.

## Cráteres satélite
Por convención estos elementos son identificados en los mapas lunares poniendo la letra en el lado del punto medio del cráter que está más cercano a Le Verrier.
|            | \| Le Verrier \| Coordenadas \| Diámetro \| \| ---------- \| ----------------------------- \| -------- \| \| A \| 38°06′N 17°18′O / 38.1, -17.3 \| 4 km \| \| B \| 40°06′N 12°54′O / 40.1, -12.9 \| 5 km \| \| D \| 39°42′N 12°18′O / 39.7, -12.3 \| 9 km \| \| E \| 42°24′N 16°54′O / 42.4, -16.9 \| 7 km \| \| S \| 38°54′N 20°36′O / 38.9, -20.6 \| 3 km \| \| T \| 39°48′N 20°42′O / 39.8, -20.7 \| 4 km \| \| U \| 37°12′N 13°06′O / 37.2, -13.1 \| 4 km \| \| V \| 37°48′N 14°12′O / 37.8, -14.2 \| 3 km \| \| W \| 39°24′N 13°54′O / 39.4, -13.9 \| 3 km \| \| X \| 41°36′N 12°06′O / 41.6, -12.1 \| 3 km \| |          |
| Le Verrier | Coordenadas | Diámetro |
| A          | 38°06′N 17°18′O / 38.1, -17.3 | 4 km     |
| B          | 40°06′N 12°54′O / 40.1, -12.9 | 5 km     |
| D          | 39°42′N 12°18′O / 39.7, -12.3 | 9 km     |
| E          | 42°24′N 16°54′O / 42.4, -16.9 | 7 km     |
| S          | 38°54′N 20°36′O / 38.9, -20.6 | 3 km     |
| T          | 39°48′N 20°42′O / 39.8, -20.7 | 4 km     |
| U          | 37°12′N 13°06′O / 37.2, -13.1 | 4 km     |
| V          | 37°48′N 14°12′O / 37.8, -14.2 | 3 km     |
| W          | 39°24′N 13°54′O / 39.4, -13.9 | 3 km     |
| X          | 41°36′N 12°06′O / 41.6, -12.1 | 3 km     |